# Cristiano Zanetti
Cristiano Zanetti (Carrara, 14 april 1977) is een Italiaans voormalig betaald voetballer die doorgaans uitkwam als verdedigende middenvelder. Hij was van 2001 tot 2004 international in het Italiaans voetbalelftal, waarvoor hij zeventien wedstrijden speelde en een keer scoorde.
Zanetti is geen familie van voetballer Javier Zanetti.

## Carrière
Zanetti speelde vanaf 1993 voor achtereenvolgens Fiorentina (1993-1996), Venezia (1996-1997), AC Reggiana 1919 (1997-1998), Internazionale (1998), Cagliari (1998-1999), AS Roma (1999-2001), Vicenza (2000-2001) en opnieuw Internazionale (2001-2006). Hij speelde van 2001 tot en met 2004 zeventien interlands voor Italië, waarin hij één goal maakte. Met AS Roma won hij een landstitel en met het nationale team deed hij mee aan het WK 2002 en Euro 2004.
In 2006 verhuisde Zanetti transfervrij naar Juventus, ondanks het omkoopschandaal waardoor de club werd teruggezet naar de Serie B. Met Juventus werd Zanetti direct kampioen in de Serie B en promoveerde daardoor terug naar de Serie A. In 2009 keerde Zanetti na dertien jaar terug naar Fiorentina. In februari 2011 verhuisde Zanetti naar Brescia, waar hij zijn loopbaan afsloot.

## Erelijst
AS Roma
- Serie A

2001
 Internazionale
- Serie A

2006